# Шорина, Елена Викторовна
Елена Викторовна Шорина (21 ноября 1918, Одесса — 29 июня 2008) — советский и российский юрист, специалист по советскому административному праву и государственному управлению; выпускница Московского юридического института (1941), доктор юридических наук с диссертацией о проблемах контроля за деятельностью органов государственного управления в СССР (1978); профессор в нескольких ВУЗах Москвы, Ленинграда и Томска; главный научный сотрудник Института государства и права АН СССР; заслуженный юрист РСФСР (1980).

## Работы
Елена Шорина являлась автором и соавтором более ста научных публикаций, включая 28 монографий; она специализировалась, в основном, на советском административном праве и вопросах контроля в СССР:
- «Контроль за деятельностью органов государственного управления в СССР» (М., 1981);
- «Народный контроль в СССР» (М., 1967) (в соавторстве);
- «Научные основы государственного управления в СССР» (М., 1968) (в соавторстве);
- «Советское административное право. Методы и формы государственного управления» (М., 1977) (в соавторстве);
  - «Der sozialistische Staatsapparat und die Burger» (1978).
- «Исполнительная власть в Российской Федерации» (М.,1998) (в соавторстве).
- «Rechtsfragen der Teilnahme der Burger an der Arbeit der Organe des Staatsapparates» (1985).